# Acaya Open
Het Acaya Open is een golftoernooi van de Europese Challenge Tour sinds 2011. Het toernooi wordt gespeeld op de Acaya Golf Resort in Lecce, Italië. Het totale prijzengeld is ruim € 160.000, waarvan de winnaar € 25.000 krijgt.
Voor de eerste twee winnaars was het de eerste overwinning in hun professionele carrière. Kofstad was nog een rookie op de Challenge Tour.

## De baan
De Acaya Resort ligt Puglia, een mooi deel van Zuid-Italië, tussen de Ionische Zee en de Adriatische Zee, in de 'hiel' van de Italiaanse laars. De Op de baan is veel water en de rough is zwaar. De baan werd ontworpen door de Amerikaanse firma Hurdzan / Fry.
De par voor amateurs is 71, voor professionals 70. Er is een historisch clubhuis

## Winnaars
- 2011:  Jamie Moul (-8)
- 2012:  Espen Kofstad (-9)